# Bergarbeiterstreik von 1905

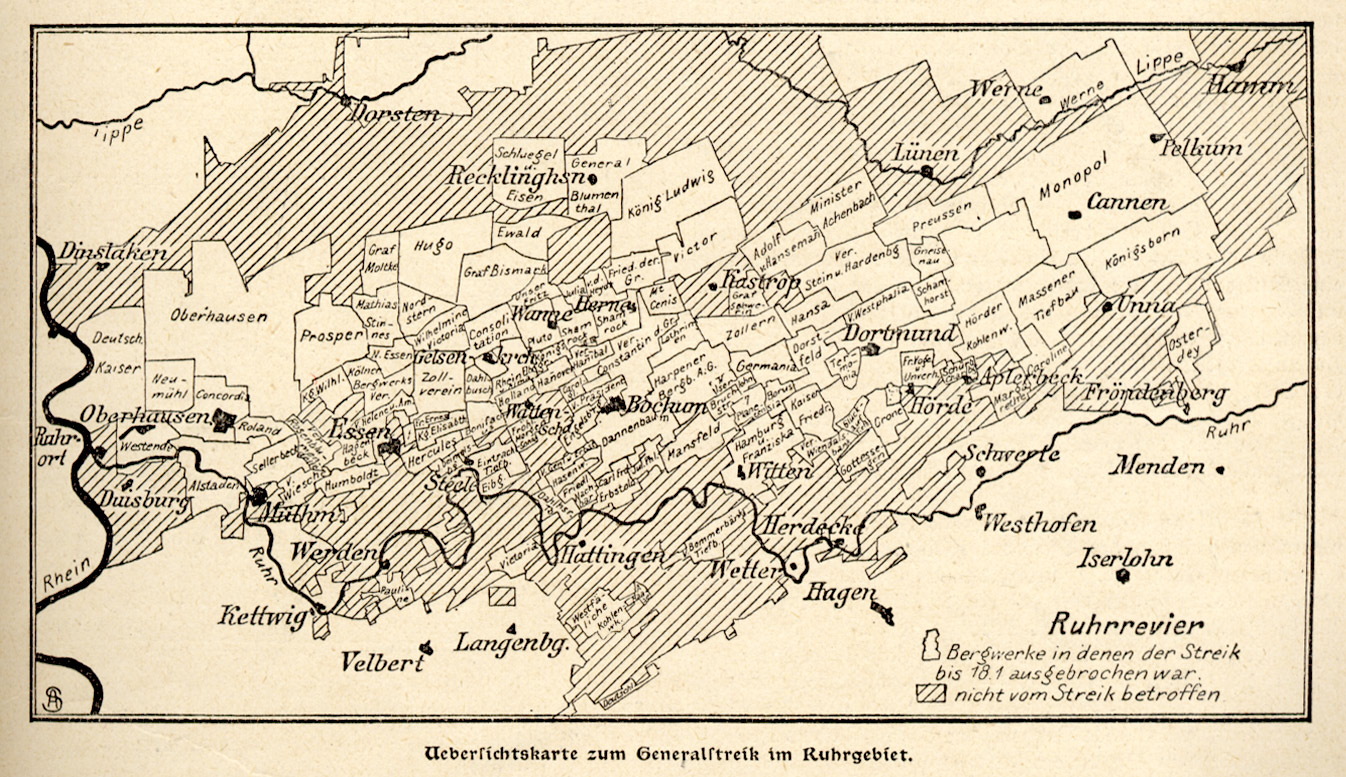
Übersichtskarte zu den bestreikten Gebieten (Die Woche, 3/1905)

Der Bergarbeiterstreik von 1905 war der zweite große Streik der Bergarbeiter im Ruhrbergbau.

## Vorgeschichte
Nach dem Streik von 1889 begannen sich die Bergarbeiter in Gewerkschaften zu organisieren. Neben dem freigewerkschaftlich ausgerichteten Verband deutscher Bergarbeiter („Alter Verband“; gegründet 1889) entstanden der Gewerkverein christlicher Bergarbeiter (gegründet 1894) als Teil der christlichen Gewerkschaftsbewegung und die polnische Berufsvereinigung (gegründet 1902, eine Gewerkschaft der Ruhrpolen). Diese drei waren die größten Organisationen im Ruhrgebiet. Die Zahl der im liberalen Hirsch-Dunckerschen Gewerkverein organisierten Arbeiter war dagegen gering. Insgesamt waren 1905 etwa 60 % aller Bergarbeiter gewerkschaftlich organisiert.
Hintergrund des Streiks von 1905 waren unter anderem das Lohnniveau, das unter dem von 1899 lag, eine schlechte Gesundheitsvorsorge und unzureichende Hygiene, die Stilllegungen von Zechen, Verlängerung der Arbeitszeit, Nichtanrechnen unzureichend gefüllter Hunte auf den Lohn („Wagennullen“). Die Kritik richtete sich gegen die Zechengesellschaften, den Bergbaulichen Verein und das Kohlensyndikat. 
Die Versuche der Gewerkschaften, durch Verhandlungen bessere Bedingungen auszuhandeln und die Arbeitsniederlegung zu verhindern, scheiterten.

## Verlauf
Der Streik begann im November 1904 auf der Zeche Bruchstraße von Hugo Stinnes bei Bochum. Fast vollständig wurde dieser Betrieb dann ab dem 10. Januar 1905 bestreikt. Unmittelbarer Auslöser war eine halbstündige Arbeitszeitverlängerung durch vorgezogene Einfahrtzeiten. Der Versuch der Gewerkschaften, durch Aufrufe einen allgemeinen Streik zu verhindern, scheiterte. Innerhalb weniger Tage breitete sich die Bewegung auf das ganze Revier aus. Am 11. Januar beteiligten sich bereits 50.000 Arbeiter. 
Als die Bewegung immer größere Ausmaße annahm, kam es am 12. Januar zu einer Konferenz der vier Gewerkschaften. Ziel war es, die Kontrolle über die Bewegung nicht zu verlieren und eine gemeinsame Strategie zu entwickeln. Es wurde ein siebenköpfiger gemeinsamer Streikausschuss gebildet, Vorsitzender war Johann Effert. Außerdem wurde ein 14 Punkte umfassender Beschwerde- und Forderungskatalog an die Adresse des Bergbaulichen Vereins beschlossen. 
Weil die Arbeitgeber nicht nachgeben wollten, wurde am 16. Januar der Generalstreik beschlossen. Am 19. Januar beteiligten sich 200.000 von 268.000 Bergleuten im Ruhrgebiet. Die Arbeitgeber weigerten sich, mit den Streikenden zu verhandeln. Ihre kompromisslose Haltung stieß in der Presse, im Landtag, im Reichstag und in Teilen der Beamtenschaft auf Kritik. Otto Hue, Reichstagsabgeordneter und Vorsitzender des Alten Verbandes, sprach im Reichstag über die Situation im Ruhrbergbau. Die preußische Regierung setzte eine Kommission zur Untersuchung der Beschwerden ein und kündigte die Novellierung des Berggesetzes an. Die Streikenden brachen am 7. Februar ihren Ausstand ab, da keine Streikunterstützung mehr gezahlt werden konnte und Einzelhändler immer weniger bereit waren, Streikenden Kredit zu gewähren. Die Gewerkschaften werteten die angekündigte Gesetzesnovellierung überdies als Erfolg.

## Ergebnisse
Die Berggesetznovelle vom Juni 1905 schaffte das „Nullen“ ab, begrenzte die unbezahlte Einfuhr- und Ausfuhrzeit auf maximal 30 Minuten, begrenzte ebenfalls die Möglichkeit von Überstunden und schrieb erstmals Arbeiterausschüsse vor.